# Diego Vitrioli

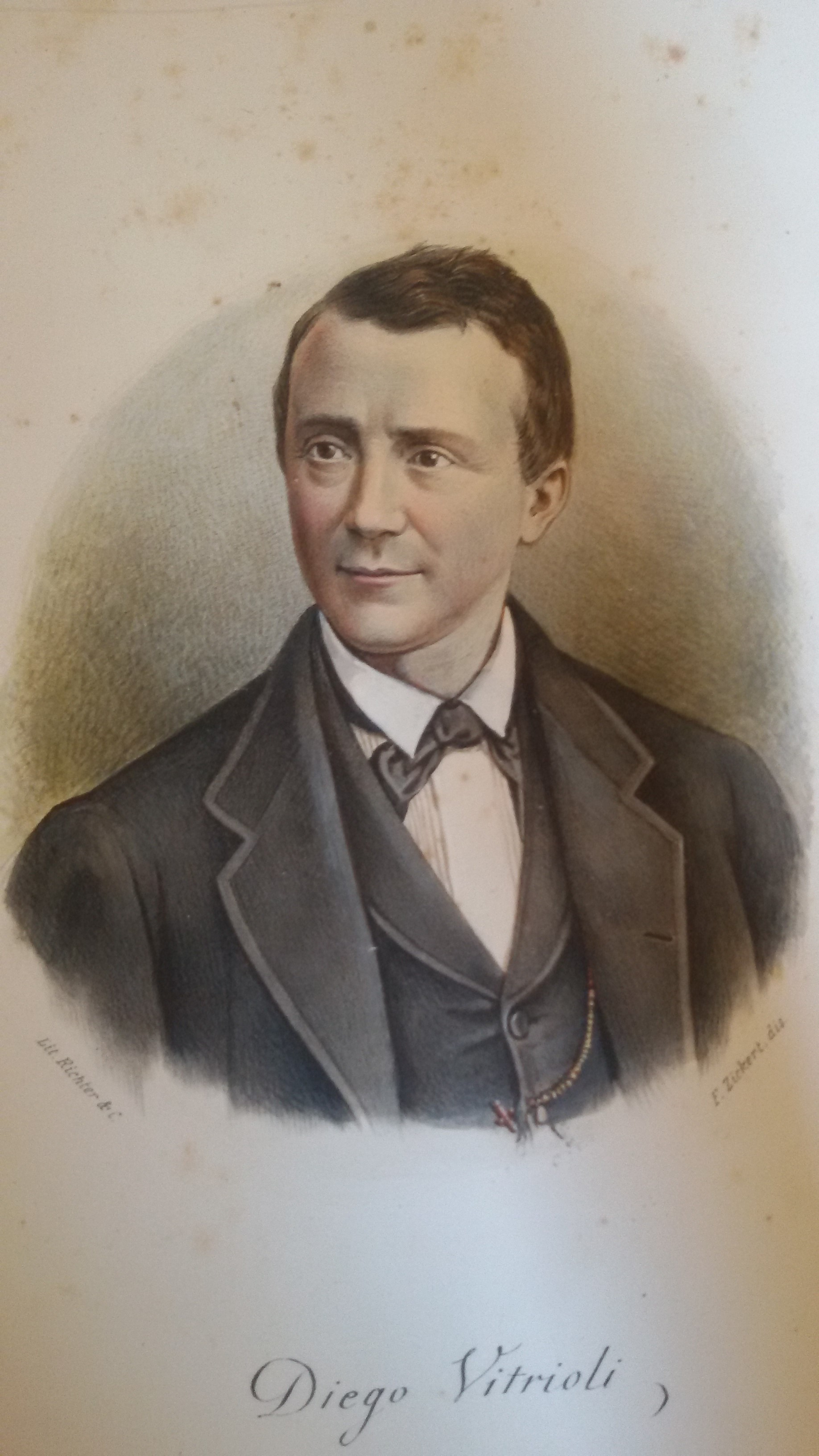
Ritratto a mezzo busto del latinista reggino Diego Vitrioli

Diego Vitrioli (Reggio Calabria, 20 maggio 1819 – Reggio Calabria, 20 maggio 1898) è stato un poeta e latinista italiano. Studia presso il Real Collegio di Reggio Calabria, paragonabile al Pascoli per le sue attitudini umanistiche, molto presto si fece notare per le sue doti, classificandosi tra i primi posti nei concorsi. All'età di 25 anni si fece conoscere attraverso lo Xiphias, poemetto che rievoca le emozioni della pesca del pesce-spada nello Stretto tra Scilla e Cariddi. Quest’opera gli valse il primo premio al Certamen poeticum Hoeufftianum e gli consentì di ottenere la medaglia d’oro ed i più alti riconoscimenti. Gli fu affidata la docenza di Lingua latina e Greco antico presso il Real Collegio, di cui era stato allievo, e poi rivestì la carica di Bibliotecario aggiunto della Civica Biblioteca (oggi Biblioteca Pietro De Nava). Nel 1901 fu incisa una lapide onoraria a firma del Cortese, che ancora oggi si vede affissa a Palazzo Vitrioli. Reggio onorò, ancora, il poeta con una via a lui intitolata, una colonna eretta in Via Marina e con l’intitolazione di una Scuola Media Statale.

## Biografia
Nato a Reggio, studiò presso il Real Collegio della sua città e fu allievo di Antonino Rognetta e di Gaetano Paturzo, che gli insegnarono l'arte dell'umorismo e dell'arguzia.
Paragonabile al Pascoli per le sue attitudini umanistiche, molto presto Vitrioli si fece notare per le sue doti classificandosi tra i primi posti nei concorsi.
All'età di 25 anni si rivelò infatti al mondo con lo Xiphias, poemetto che rievoca le emozioni della pesca del pescespada nello Stretto tra Scilla e Cariddi, con il quale vinse il Certamen poeticum Hoeufftianum. Tale opera consentì al poeta di ottenere la medaglia d'oro e il riconoscimento del suo capolavoro tra le opere più eleganti e originali della poesia umanistica italiana.
Successivamente fu insegnante di latino e greco nel Real collegio di cui era stato allievo, e poi direttore della Civica Biblioteca (oggi Biblioteca Pietro De Nava), ciò gli consentì di concentrarsi sugli studi che aveva cominciato a coltivare con passione.
Nel 1855 sposò una nobildonna, con cui pare non andasse molto d'accordo, e da cui dopo due anni ebbe un figlio di nome Tommaso. La cosa però non mutò lo strano rapporto tra i coniugi e la morte del figlioletto di soli sette anni fece infatti separare i due coniugi, anche se il poeta continuerà ad omaggiare la moglie della prima copia di ogni sua pubblicazione.
Nel 1860 in seguito all'ingresso dei garibaldini a Reggio, Vitrioli venne esonerato dall'incarico di bibliotecario perché fu ritenuto "illiberale" contestualmente ad un periodo in cui non era consentito conciliare l'essere cattolici e patrioti contemporaneamente, perciò decise di ritirarsi silenzioso in casa per scrivere.
In quegli anni dimostrò benevolenza verso Papa Pio IX e strinse rapporti di studio con Leone XIII, che lo chiamava "principe dei letterati", e che offrì di istituire per lui una cattedra in Vaticano. I due infatti uniti da una profonda e reciproca ammirazione mantennero una fitta corrispondenza epistolare.
Nel maggio del 1896 per iniziativa del Cardinale Gennaro Portanova arcivescovo di Reggio, fu offerto al Papa un sontuoso pescespada accompagnato da un epigramma del Vitrioli che, nella traduzione italiana, dice:
Vitrioli ebbe illustri ospiti quali Elido Lombardi, Giuseppe Regaldi, Felice Bisazza, il De Spuches, il Kerbacher, Theodor Mommsen; essi narrano come il poeta gioisse nella "sala dello Xifia" nel decantare la poesia sulla pesca e nel rivelare i pregi del geniale affresco del Crestadoro; mentre si dice che vagasse misticamente nella "sala di Diana" per i vasti orizzonti della mitologia; e ancora si dice che nella sala del faro il poeta fosse il più delle volte incantato ai misteri indagati del mare dello Stretto.
Poi si chiuse definitivamente nella solitudine. Morì nel 1898, e volle sotto il suo ritratto questo epigramma:

## Critica: personalità e fraintendimenti
Probabilmente vittima degli avvenimenti, Vitrioli fu ingiustamente definito anti-italiano, ebbe invece sempre alto e solenne amor di Patria:
Domenico Carbone-Grio a tale proposito scrisse:
Lo si descrisse stranamente anche contro la città di Reggio per l'epigramma:
Si disse che tanto odio fu determinato dai torti subiti dal fratello seviziato per riscatto, e dalle persecuzioni di cui fu vittima il padre, che ebbe salva la vita per miracolo dopo essere stato aggredito e pugnalato da uno sconosciuto.
Dopo la cacciata dei Borboni, Tommaso Vitrioli, che pur non aveva negato il patrocinio di avvocato di grande risorse agli indiziati delle cause politiche del 1847 e 1848, fu ingiustamente esiliato. Molti dicono che tali circostanze, se pur gravi, non avrebbero potuto determinare nel Vitrioli un così strano atteggiamento verso la sua città, che in verità egli amò intensamente e non abbandonò mai, tranne che per una visita a Napoli con il padre per il Congresso degli Scienziati, dove lesse una dotta monografia. In quella circostanza visitò Pompei.
Diego Vitrioli amò intensamente la sua città, anche se spiritualmente le visse sempre lontano e mai volle confondersi col popolo, con il quale non si intendeva. Eruditissimo infatti non riusciva a trovare in alcuno la conversazione, che soddisfacesse completamente il suo spirito. Inospitale alla maldicenza e alla malevolenza, egli era solito avere un profondo costante sorriso.
Personalità irrequieta, si muoveva nervosamente stropicciandosi le mani senza tregua, gesticolando con vivacità scattando d'un tratto. Uomo talvolta incomprensibile non fu felice nella vita familiare.
Amò con ammirazione il padre ed ebbe grande devozione per la madre Santa Nava, figliuola del giureconsulto Demetrio Nava, per il quale dettò una ammirata epigrafe; sotto il suo ritratto scrisse, che fu "moglie esemplare, virtuosa nelle venuste forme".
Usciva dalla sua casa, che era il suo tempio, esclusivamente in carrozza chiusa, quasi tutti i pomeriggi per andare al mare o verso la collina, in luoghi solitari dove scendeva a terra solo se non vi fosse stata anima viva e come un innamorato volgeva tutta l'ammirazione al panorama.
Una delle poche volte che fu visto in giro con meraviglia di tutti, fu nel dicembre 1876, quando maestoso e solenne col petto fregiato dalle ricche decorazioni, accompagnò i resti mortali di Vincenzo Bellini che attraversarono la città per arrivare a Catania.
I suoi concittadini per lui ebbero deferenza ed ammirazione. Soprattutto per l'opera che gli conquistò il titolo di "Virgilio redivivo" e lo impose all'ammirazione dei dotti, lo Xiphias.
Parlarono di lui Paolina Leopardi e Giovanni Pascoli. Quest'ultimo infatti scrisse "Un poeta di lingua morta" della raccolta "Pensieri e discorsi" del 1914, dove ricorda con profonda ammirazione il latinista reggino.
Molti critici quali il Carducci ed il Cantù l'hanno definito un "artista letterato".
Diego Vitrioli, poeta e letterato, grazie alle sue opere contribuì a far comprendere la realtà reggina ai grandi di quel tempo, narrandone l'ospitalità e il suo senso di libertà che egli spesso ispirava.

## Opere
- Xiphyas ( Leggi su Wikisource, edizione del 1871)

Poemetto latino in esametri, si compone, nella edizione definitiva di tre canti: nel primo, Aglaja, è descritta appunto la poesia dello Xiphias; nel secondo, Thalia, è narrato il mito di Scilla, splendida giovinetta, trasformata dalla maga Circe, gelosa dell'amore che nutriva per lei Glauco, in orribile mostro; nel terzo, Euphrosyne, sono riportati i canti e i riti dei pescatori dopo l'uccisione del pesce spada. Pubblicato in occasione del concorso latino dell'Accademia di Amsterdam fu tradotto successivamente, in endecasillabi sciolti dello stesso autore. D'ispirazione letteraria, sono particolarmente efficaci le descrizioni contenute nel primo canto, dove il Vitrioli sceglie come protagonisti degli umili pescatori.
- Veglie Pompeiane (in italiano).
- Ritratto paterno
- Epigrammi latini ( Leggi su Wikisource, edizione del 1871).
- Saggio di versi in greco
- Elegie latine
- Elogio di Angela Ardinghelli, in latino o greco con traduzione italiana, pubblicati nelle "Opere Scelte", (Ceruso, Reggio Calabria, 1893; ristampa a cura del nipote D.Vitrioli, 1930)

## Curiosità
- Vitrioli fu talmente entusiasta del riconoscimento ottenuto ad Amsterdam, da festeggiare ogni anniversario dell'avvenimento: faceva imbandire ogni anno la tavola con abbondante quantità di pescespada.
- A Diego Vitrioli sono intitolate una scuola e una via della città di Reggio Calabria, inoltre a lui è dedicato un monumento, ricavato da una colonna originale d'epoca romana, che risiede sul Lungomare Falcomatà.
- Il poeta nacque e morì nella stessa data del 20 maggio, rispettivamente degli anni 1818 e 1898.
- Durante gli anni di attività in biblioteca per un disguido il poeta fu arrestato dai borbonici nel 1855, condotto in pantofole alla polizia gli fu chiesto scusa per il malaugurato errore.
- Il padre di Diego, Tommaso, fu nipote e allievo della scienziata Maria Angela Ardinghelli, donna di vastissima cultura, alla quale il Vitrioli dedica un lungo elogio in latino.